# Rosyjska ruletka

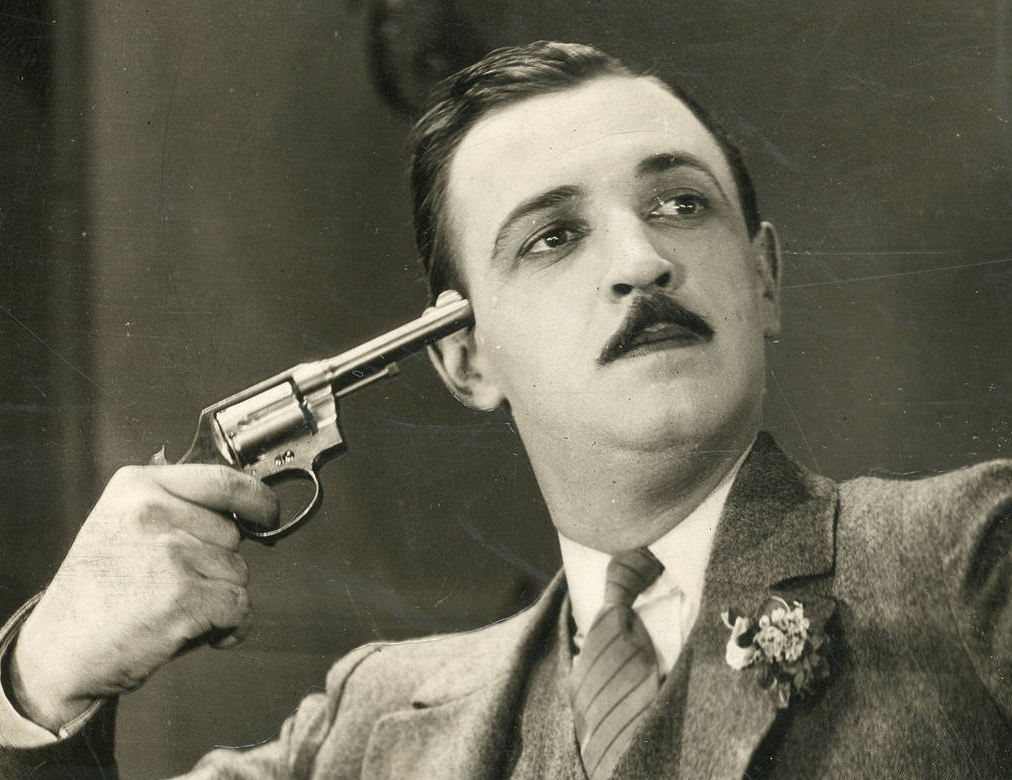
Rosyjska ruletka

Rosyjska ruletka (ros. pусская рулетка) – gra hazardowa, polegająca na przyłożeniu lufy rewolweru do własnej głowy i naciskaniu spustu po wcześniejszym zakręceniu obrotowym bębnem, na zmianę z przeciwnikiem. Gra najprawdopodobniej wymyślona przez carskich oficerów.
Od samobójstwa grę tę odróżnia prawdopodobieństwo śmierci. Przy jednym naboju w bębnie i każdorazowym zakręceniu wynosi 16,(6)% przy założeniu, że standardowy bęben mieści 6 naboi (co jest najczęstszym rozwiązaniem konstrukcyjnym rewolwerów) oraz że każde ustawienie bębna jest równie prawdopodobne. Istnieje odmiana rosyjskiej ruletki, polegająca na jednokrotnym zakręceniu bębnem i oddawaniu strzałów, kończąca się zgonem najpóźniej w szóstej rundzie.